# Ploranera verdosa
La ploranera verdosa (Schiffornis virescens) és un ocell de la família dels titírids (Tityridae). Es troba al Brasil, Paraguai i nord d'Argentina. El seu hàbitat són els boscos tropicals i subtropicals de frondoses humits de les terres baixes i de l'estatge montà. El seu estat de conservació es considera de risc mínim.